# Picrasma excelsa
Espèce
Synonymes
- Aeschrion antillana (Eggers) Small[1]
- Aeschrion excelsa (Sw.) Kuntze[1] [2]
- Muenteria excelsa (Sw.) Walp.[1]
- Picraena antillana (Eggers) Fawc. & Rendle[1]
- Picraena excelsa (Sw.) Lindl.[1]
- Picrasma antillana (Eggers) Urb.[1]
- Picrita fraxinea Schumach.[1]
- Quassia excelsa Sw.[1] [2] [3]
- Quassia pentandra Stokes[1]
- Rhus antillana Eggers[1]
- Simarouba excelsa (Sw.) DC.[1]
- Simaruba excelsa DC.[2]

Statut de conservation UICN

 VU A1cd : Vulnérable
Picrasma excelsa est une espèce de plantes de la famille des Simaroubaceae.
C'est de son écorce, et dans de celle de Quassia amara qu'est extraite la quassine, molécule naturelle extrêmement amère.

## Publication originale
- London Journal of Botany 5: 574. 1846.